# Vlado Černozemski
Vlado Černozemski (bug. Владо Черноземски), pravim imenom Veličko Dimitrov Kerin (bug. Величко Димитров Керин) (selo Kamenica, Bugarska, 19. listopada 1897. – Marseille, 9. listopada 1934.), bio je bugarski revolucionar i član VMRO.

## Životopis
Po bugarskim i makedonskim izvorima Černozemski je rođen u selu Kamenica, danas dio grada Velingrad, u Bugarskoj. VMRO-u se pridružio 1922. godine. Nakon što je ubio jednog istaknutog bugarskog komunista 1924. godine, 1928. godine osuđen je na smrt, no pomilovan je od strane cara Borisa III., 1932. godine. Također je ubio člana VMRO-a 1930. godine. 
Černozemski je ubilačku karijeru nastavio i izvan domovine. On je 9. listopada 1934. godine u Marseilleu, Francuska, ubio jugoslavenskoga kralja Aleksandra I. Karađorđevića prilikom čega je smrtno ranjen i francuski ministar vanjskih poslova Louis Barthou. Nakon atentata, Černozemski, pogođen s više metaka u tijelo, isječen udarcima sablje i linčovan od gnjevne mase, prebačen je u ured marseilleske službe sigurnosti, gdje je ostavljen i bez medicinske pomoći umro, ne izgovorivši ni jednu riječ. Kod atentatora je pronađena čehoslovačka putovnica na ime Petrus Keleman, dva pištolja, mauzer kalibra 7,62 mm i valter, dvije bombe, busola i 1.700 franaka. Putovnicu je 20. svibnja 1934. godine izdao čehoslovački konzulat u Zagrebu.
Nekoliko desetljeća kasnije utvrđeno je da je francuski ministar vanjskih poslova Barthou bio žrtva zalutaloga metka što ga je ispalio jedan francuski policajac, ciljajući Černozemskoga. Nakon marseilleskog atentata, mnogi Bugari, Albanci i Hrvati su smatrali Černozemskog za heroja koji je ustao protiv tiranije. Tajno je pokopan na nepoznatom mjestu. 

## Vanjske poveznice
- Marseilleski atentat. Vlado Černozemski. Život, posvećen Makedoniji" - Mitre Stamenov
- Dokumentarni film: Atentat na kralja Aleksandra 1934.
- Dokumentarni film: Atentat i pokop kralja Aleksandra 1934.